# Interrex (Rzym)
Interreks (interrex) – urząd rzymski wywodzący się z czasów królewskich. W sprawie wyboru nowego króla senat wyłaniał spośród siebie radę dziesięciu interreksów (interreges), którzy cyklicznie przez pięć dni dysponowali władzą królewską. Okres ten był nazywany interregnum. Interreksi proponowali kandydata na króla, który był następnie przedstawiany do akceptacji senatu i komicjów kurialnych. Po wyborze króla jego władza (imperium) była potwierdzana specjalnym prawem lex curiata de imperio.
Interreksi w okresie republiki byli powoływani do przeprowadzenia wyborów konsulów, jeżeli poprzedni konsulowie z jakichś powodów nie przeprowadzili wyborów w czasie swojego urzędowania. Każdy pełnił urząd przez pięć dni, dopóki komicje nie przeprowadziły wyborów. Plebejusze nie byli dopuszczani do tego urzędu i wyboru interreksa dokonywali tylko patrycjuszowscy senatorzy. Stąd silny opór trybunów ludowych przeciwko wyznaczaniu interreksa. Po drugiej wojnie punickiej nie powoływano już interreksów. Jedyne wyjątki to interreks zwołujący komicja dla wyboru Sulli na dyktatora w 82 p.n.e., dla wyboru Pompejusza i Krassusa na konsulów w 55 p.n.e. i wyboru Pompejusza na pojedynczego (sine collega) konsula w 52 p.n.e.